# Kawerna w Kostrzu
Kawerna w Kostrzu, Kawerna VII – kawerna na wzgórzu Solnik w Dzielnicy VIII Dębniki w Krakowie.
Znajduje się na południowo-wschodnim stoku wzniesienia, powyżej Ulicy Tynieckiej. Przy ulicy tej, około 100 m od przystanku Kostrze I w kierunku Tyńca znajduje się tablica informacyjna o Uroczysku Kostrze, a przed nią ścieżka, która prowadzi obok wylotu kawerny na szczyt wzgórza Solnik.
Ze ścieżki widoczny jest obetonowany i zamknięty kratą otwór kawerny. Kawerna ma jeszcze drugi otwór. Znajduje się on około 20 m na północny wschód od otworu pierwszego. Można do niego dojść słabo widoczną ścieżką przez zarośla po prawej stronie. Za otworem pierwszym ciągnie się w głąb skały obetonowany tunel o półokrągłym stropie. Zaraz za kratą na lewej ścianie tunelu zamontowano tablicę pamiątkową. Napis na niej głosi: „Kaverne Steinbruch Kostrze. 1915-1916”. Na końcu korytarza znajduje się druga krata, a za nią sala o wymiarach 15 × 3 m. Na prawo od niej biegnie drugi, równoległy korytarz, za nim przewężenie o wymiarach 1,2 × 0,6 m, za którym jest druga sala o wymiarach 3,5 × 2,5 x 2,7 m. Znajduje się w niej omurowany kominek.
Na początku dużej sali znajduje się jeziorko o wymiarach 2,7 m x 1,2 m i głębokości kilkudziesięciu centymetrów. Odbiegają od niego dwa korytarze. Lewy prowadzi do sali o wymiarach 13,6 × 3,2 m i wysokości 2,7 m. Znajduje się ona w tej samej pustce skalnej, co salka z kominkiem, ale oddzielono je murem z cegieł. Prawy korytarz prowadzi do sali o wymiarach 15,2 × 3,2 m i wysokości 2,7 m. Końcówka sali łączy się równoległym ciągiem z korytarzykiem wiodącym do drugiej kraty. 

## Historia
Kawernę wykuli Austriacy podczas budowy Twierdzy Kraków. Na wzgórzu Solnik znajdował się Fort międzypolowy artyleryjski 53 „Bodzów”. Kawerna służyła m.in. jako magazyn amunicji.
Po wykuciu kawerny obetonowano jej ściany. W niektórych miejscach znajdują się na nich nacieki w postaci polew i kilkunastocentymetrowej długości makaroników. Dno jest betonowe, miejscami pokryte błotem zmieszanym z drobnym rumoszem, miejscami po deszczu zalegają kałuże wody. Kawerna sucha jest tylko w okolicach drugiego wylotu i w sali z kominkiem, poza tym jest wilgotna. Oświetlony światłem słonecznym jest tylko korytarz za pierwszym otworem i częściowo pierwsza sala. Za drugim otworem oświetlone jest tylko kilka metrów korytarza. Reszta kawerny jest ciemna. 
Podczas II wojny światowej w kawernie odbywały się zebrania Szarych Szeregów. W okresie PRL-u kawernę zamieniono na pieczarkarnię. Pozostałością po tej jej funkcji jest ścianka działowa i murowany piecyk w ostatniej komorze. Oryginalna brama została skradziona. W 2019 roku kawerna jest zamknięta metalową kratą, a drugi otwór zamurowano.
Zimą w kawernie hibernują nietoperze. Jest to jedna z przyczyn, dla których otwory zamknięto kratą.
|  |  |  |